# 안인득
안인득(1977년 7월 ~ )은 대한민국의 범죄자이다. 진주 가좌주공아파트 방화 살인 사건의 범인이다.

## 방화 살인 사건
2019년 4월 17일 오전 4시 25분경 자신의 집에서 휘발유를 뿌리자마자 방화를 저지른 후, 2층 계단으로 내려가 주민들이 대피하기만을 기다렸고, 화재에서 대피하는 아파트 주민들이 이용할 대피로를 정확히 점거하여 주민들에게 흉기를 휘둘렀다. 이 과정에서 5명이 숨졌고, 6명은 중·경상을 입었다. 9명은 화재 연기를 마셔 병원 치료를 받았다.
2019년 7월 5일 기소되었다. 원래 7월 23일에 첫 공판이 있을 예정이었으나, 자신은 억울하다며 국민참여재판을 신청해 9월경으로 공판이 미뤄졌다.
2019년 11월 27일 결국 사형이 선고되었다.
2020년 6월 24일 부산고등법원은 항소심에서 피고인의 심신미약을 인정하여 무기징역으로 감형하였으며, 이 판결은 동년 10월 28일 대한민국 대법원에서 무변론 상고기각 판결을 내림으로써 그대로 확정되었다.